# Моавитяни
Моавитяни або муенитяни — стародавнє семітське плем'я, споріднене з ізраїльтянами, що проживало на східному березі Мертвого моря (Моав). 
За Біблією, моавитяни походили від Авраамового небожа Лота і його старшої доньки. Окрім Біблії, згадки про моавитян є в ассирійських літописах, у Йосифа Флавія, а також моавитянських пам'ятках, насамперед в написах царя Меші.
У Біблії моавитян зображено як поганське плем'я: вони постають як язичницький антипод Ізраїлю, який Господь покарає за гріх ідолопоклонництва. 
У середньовічній європейській традиції літописання «моавитянами» часто називали язичницькі народи, які не знають істинного Христового вчення.